# 음력 10월 27일
음력 10월 27일은 음력 10월의 27번째 날이다.

## 사건
- 1972년 - 서울시민회관 화재 발생.

## 문화
- 1997년 - 대구 도시철도 1호선 진천 ~ 중앙로 구간이 개통되었다.
- 2002년 - 한국방송공사에서 KBS 드라마 금연 선포의 날을 선포하고, 텔레비전 드라마에 흡연 장면을 전면 삭제.
- 2005년 - 부산 도시철도 3호선이 개통되었다.
- 2012년 - 
  - 제18대 대통령 선거를 앞두고 박근혜, 문재인, 이정희 3명의 후보가 참석하여 경제, 복지, 노동, 환경 분야에 대해 두 번째 TV 토론이 열리다.
  - 모토로라가 2013년 2월 한국에서 휴대폰 사업을 철수한다고 공식 발표하다.
- 2021년 -
  - 안면도와 원산도, 대천을 잇는 보령해저터널이 개통되었다.
  - 경부고속도로의 구간인 북구미IC가 개통되었다.

## 탄생
- 1951년 - 대한민국의 기업인 정몽준.
- 1972년 - 대한민국의 작가, 전 아나운서 손미나.
- 1979년 - 대한민국의 래퍼 피타입.
- 1991년
  - 대한민국의 수영 선수 출신 인터넷 방송인 정다래.
  - 대한민국의 가수 김가영.
  - 대한민국의 기상캐스터 남유진.
- 1999년
  - 대한민국의 가수 출신 배우 강미나.
  - 대한민국의 가수 김도연 (아이오아이, 위키미키).

## 사망
- 2014년 - 대한민국의 성우 한규희.

## 같이 보기
- 음력 360일: 1월 2월 3월 4월 5월 6월 7월 8월 9월 10월 11월 12월
- 전날:10월 26일 다음날:10월 28일 - 전달:9월 27일 다음달:11월 27일
- 양력:10월 27일
- 음력, 윤달